# Dobromir Jasztal
Dobromir Jacek Jasztal, OFM (ur. 15 sierpnia 1966 w Bodzentynie) – polski prawnik, doktor prawa kanonicznego, franciszkanin, wikariusz Kustodii Ziemi Świętej w latach 2013–2022.

## Biografia
Dobromir Jasztal należy do górnośląskiej Prowincji Wniebowzięcia NMP Zakonu Braci Mniejszych – Franciszkanów. Studiował filozofię w Wyższym Seminarium Duchownum Braci Mniejszych w Katowicach, po czym został skierowany na studia teologiczne do Studium Theologicum Jerosolimitanum w Izraelu (Klasztor Najświętszego Zbawiciela w Jerozolimie). Po złożeniu profesji zakonnej w 1989 i przyjęciu święceń kapłańskich w 1992 w Katowicach, kontynuował studia z zakresu prawa kanonicznego w rzymskim Antonianum, gdzie doktoryzował się w 1997.
W 1998 podjął pracę dydaktyczną w Seminarium Kustodii Ziemi Świętej w Jerozolimie. Był przełożonym Klasztoru Ubiczowania w Jerozolimie przy Via Dolorosa. Następnie pełnił urząd dyskreta (członka rady Kustosza Ziemi Świętej) i głównego ekonoma (ang. bursar). W latach 2013–2022 był wikariuszem Kustodii Ziemi Świętej, rezydując w Klasztorze Najświętszego Zbawiciela w Jerozolimie.